# واسيلون
واسيلون (بالفرنسية: Wasselonne)‏ هي بلدية فرنسية تقع في إقليم الراين الأسفل من منطقة ألزاس في شمال شرق فرنسا. تبلغ مساحة هذه المدينة 15 (كم²)، يبلغ عدد سكانها 5614 نسمة حسب إحصاء المعهد الوطني للإحصاء والدراسات الاقتصادية سنة 2009 م. وترأس Joseph Ostermann البلدية خلال فترة (2008 - 2014).

## أعلام
- إيميلي أربوغاست

## وصلات خارجية
- صفحة البلدية على موقع المعهد الوطني للإحصاء والدراسات الاقتصادية (بالفرنسية)